# ریکا پل
ریکا پل مربوط به دوره قاجار است و در شهرستان نور، بخش بلده، دهستان تترساق، روستای ولاشد واقع شده و این اثر در تاریخ ۲۶ اسفند ۱۳۸۶ با شمارهٔ ثبت ۲۲۰۲۷ به‌عنوان یکی از آثار ملی ایران به ثبت رسیده‌است.